# Tristan Göbel
 (octobre 2018).
Si vous disposez d'ouvrages ou d'articles de référence ou si vous connaissez des sites web de qualité traitant du thème abordé ici, merci de compléter l'article en donnant les références utiles à sa vérifiabilité et en les liant à la section « Notes et références ».
Tristan Göbel, né le  1er août 2002, est un acteur allemand et ancien enfant star.

## Filmographie
- 2010 : Goethe! (Young Goethe in Love) de Philipp Stölzl : Gustav Buff[2]
- 2013 : De l'autre côté du mur de Christian Schwochow : Alexej Senff[3]
- 2014 : Rico & Oscar et le secret des ombres mystères de Neele Vollmar[4]
- 2015 : Zurich de Sacha Polak : Finn[5]
- 2015 : Winnetou's Son de André Erkau : Morten[6]
- 2015 : Simon Says Goodbye to His Foreskin de Viviane Andereggen : Clemens[7]
- 2016 : Rico, Oskar and the Mysterious Stone de Neele Vollmar[8]
- 2016 : Tschick de Fatih Akin : Maik Klingenberg[9]
- 2017 : Kein Herz Für Inder de Viviane Andereggen[10]
- 2017 : Un prof pas comme les autres 3 de Bora Dagtekin : Schütte
- 2018 : Matti and Sami and the Three Biggest Mistakes in the Universe de Stefan Westerwelle : Jari[11]